# Carleen Hutchins
Carleen Maley Hutchins (Springfield, 24 mei 1911 - Wolfeboro, 7 augustus 2009) was een Amerikaanse wetenschapsleraar, vioolbouwer en onderzoeker, vooral bekend vanwege haar creatie van een familie van acht violen die nu bekendstaan als het viooloctet. Daarnaast is zij bekend wegens haar grote hoeveelheid onderzoek naar de akoestiek van violen. Ze werkte voornamelijk vanuit haar huis in Montclair, New Jersey.
De grootste innovatie van Hutchins, welke tot op heden nog door vele vioolmakers gebruikt wordt , was het zogenaamde 'vrije-plaat-stemmen'. Wanneer de viool niet in elkaar zit, worden de voor- en achterkant vrije platen genoemd. Haar techniek geeft vioolbouwers een zeer precieze methode om deze platen te perfectioneren, voordat de viool als geheel geassembleerd wordt. 